# 마야 데렌
마야 데렌(Maya Deren, 본명: Eleonora Derenkowska, 우크라이나어: Елеоно́ра Деренко́вська, 1917년 4월 29일~1961년 10월 13일)은 1940년대와 1950년대 주로 활동한 우크라이나 출신의 미국 실험 영화 제작자이다. 아방가르드 운동에서 중요한 역할을 했으며, 안무가, 무용가, 영화 이론가, 시인, 강사, 작가 및 사진 작가이기도 했다.
데렌은 영화의 기능은 경험을 창출하는 것이라고 믿었다. 그는 춤과 안무, 민족 지학, 아이티어 부두의 아프리카 정신 종교, 상징주의 시 및 게슈탈트 심리학(커트 코프카의 제자)에 대한 전문 지식을 일련의 지각적인, 흑백 단편 영화에 결합했다. 데렌은 편집, 다중 노출, 점프 컷, 중첩, 슬로우 모션 및 기타 카메라 기술을 사용하여 구체적인 개념적 목표를 가진 신중하게 계획된 영화에서 물리적 공간과 시간 개념을 폐기했다.

알렉산더 해미드와의 공동 작업인 《오후의 올가미》(1943)는 미국 영화사에서 가장 영향력있는 실험 영화 중 하나다. 그는 영화 《뭍에서》(1944), 《카메라를 위한 안무 연구》(1945), 《변형 시간의 의례》(1946) 등을 감독했고, 이는 촬영자인 헬라 헤이먼 (Hella Heyman) 단 한 사람의 도움을 받아 이뤄졌다. 이는 데렌이 필름 매체로 도달할 수 있는 예술 작품의 경제성을 창출하려는 태도와 무관하지 않다.
“나는 헐리우드가 립스틱에 쓰는 비용으로 영화를 만들어요. (I make my pictures for what Hollywood spends on lipstick.)”
-마야 데렌 
이밖에도 그는 글쓰기, 제작, 연출, 편집, 사진 등 여러 분야에서 활발한 활동을 했다.

## 주요 작품
데렌의 주요 필름 작품은 다음과 같다.
- 《오후의 올가미(Meshes at the Afternoon)》(1943)
- 《뭍에서(At Land)》(1944)
- 《카메라를 위한 안무 연구(A Study in Choreography for Camera)》(1945)
- 《변형 시간의 의례(Ritual in Transfigured Time)》(1945~1946)
- 《폭력의 명상(Meditation on Violence)》(1947)
- 《밤의 눈》(1959)

## 저서
데렌은 중요한 영화 이론가이기도 했다.
- 영화 이론에 대한 그의 가장 널리 읽힌 글은 아마도 『예술, 형식 그리고 영화에 대한 생각들의 애너그램 (Anagram of Ideas of Art, Form and Film)』일 것이다. 한국에서는 2019년 번역 출간되었다.
- 수집된 수필은 2005년에 출판되었으며 다음 세 부분으로 구성되었다.

1. 영화 시 : 아마추어 대 프로, 예술 형식으로서의 영화, 예술, 형식 그리고 영화에 대한 생각들의 애너그램 : 현실의 창조적인 사용
2. 영화 제작 : 새로운 차원의 영화 제작: 시간, 창조적 편집, 눈으로 계획하기, 창조적 영화제작의 모험
3. 미디어 해상도의 영화 : 편지, 새로운 마법, 영화 예술의 새로운 방향, 카메라를 위한 안무, 변형 시간의 의례, 폭력의 명상, 밤의 눈

- 『디바인 호스맨 : 아이티의 살아있는 신들』은 1953년 Vanguard Press (뉴욕)와 Thames &amp; Hudson (런던)에 의해 출판되었으며 1975년 Paladin에서 Voodoo Gods라는 제목으로 재출판됐고, McPherson & Company에서 원래 제목으로 다시 출판되었다.

## 생애
데렌은 1917년 5월 12일 소비에트 연방 공화국 (현 우크라이나) 키이우의 유대인 가정에서 태어났다. 심리학자 솔로몬 디렌카우스키(Solomon Derenkowsky)와 기텔 맬커 피들러(Gitel-Malka Fiedler)는 이탈리아 여배우 엘레노라 듀스(Eleonora Duse)의 이름을 따 그들의 딸 이름을 지었을 것으로 추정된다.
1922년, 데렌의 가족은 반유대주의 박해를 피해 소련에서 도망쳐 뉴욕의 시라큐스로 이주했다. 그녀의 아버지는 뉴욕에 도착한 직후 디렌카우스키에서 '데렌(Deren)'으로 성을 줄였다. 또한 그는 시라큐스에 있는 국립 심신 미약 연구소에서 정신과 의사로 근무했다. 데렌의 어머니는 키이우에서 예술을 공부한 음악가이자 무용가였다. 1928년, 데렌의 부모는 미국에 귀화해 시민권을 얻었다.
데렌은 매우 총명해서 겨우 8살에 5학년을 시작했다. 1930년부터 1933년까지는 스위스 제네바 국제 연맹 학교에 다녔다. 데런의 어머니는 데런의 공부를 위해 프랑스 파리로 이사했다. 데렌은 이 기간 동안 프랑스어로 말하는 법을 배웠다.
데렌은 16세에 뉴욕 시라큐스 대학교(Syracuse University)에 입학하여 언론학과 정치학을 공부하기 시작했다. 그녀는 트로츠키주의 운동 기간 동안 매우 적극적인 사회주의 운동가가 되었다. 청년 사회주의 연맹의 전국 학생 사무실에서 국가 학생 비서로 일했으며 시라큐스 대학교 사회 문제 동아리의 회원이었다.
1935년 6월, 18세에 동아리에서 만난 사회주의 운동가 그레고리 바르다케(Gregory Bardacke)와 결혼했다. 1936년 6월 뉴욕 대학교에서 문학 학사 학위를 받으며 학교를 마쳤고, 그해 가을 시라큐스로 돌아왔다. 데렌와 바르다케는 뉴욕에서 함께 사회주의 운동을 했고, 3년 후 결국 이혼했다. 
1938년, 데렌은 사회적 연구를 위한 새로운 학교(New School for Social Research)에 입학했고, 스미스 컬리지(Smith College)에서 영문학 석사 학위를 받았다. 석사 학위 논문의 제목은 '프랑스 상징주의 학교가 영미 시에 미친 영향(The Influence of the French Symbolist School on Anglo-American Poetry , 1939)'이다. 여기에는 시인 파운드(Pound), 엘리엇(Eliot)을 포함하여 여러 이미지즘(Imagism) 문학 작품이 포함 되어 있다.  